# Клишки
Клишки — село в Україні, у Шосткинській міській громаді Шосткинського району Сумської області. Населення близько 2 тис. осіб. Колишній орган місцевого самоврядування — Клишківська сільська рада, до якої також входили Заболотне, Київське, Солотвине, Великий Ліс, Холодівщина.

## Географія
Село Клишки розташоване на території Новгород-Сіверського Полісся. Географічні координати — 510 44 пн.ш; 390 сх.дв. Село розкинулось на р. Осота, розташоване за 18 км від Шостки та за 12.5 км від залізничної станції «Терещенська».
Вище за течією річки Осота на відстані 1 км розташоване село Масиків, нижче за течією на відстані 5 км розташоване село Чапліївка. На річці кілька загат. До села примикають лісові масиви - Земське урочище та Ошмань.
Клімат — континентальний: зима — відносно холодна, літо — тепле.
Річка Осота, на якій розташоване село, є лівою притокою Десни. Довжина — 35 км, ширина — 5 м.
Ґрунти — дерново-підзолисті. Село Клишки — це низовина, з ерозійними розчленуваннями. Із корисних копалин тут є торф, глина, крейда.
Урочища біля села: Боганове, Велика Левада, В'юнище, Велике Болото, Великий Ліс, Дідовщина, Дубове болото, Дубина, Дудареви хутори, Дунаєць, Заболоття, Заруддя, Ліси і сінокоси, Лисі Гори, Марвин хутір, Мисиків хутір, Осотище, Осьманська зміна, Попове, П'явкин хутір, Свинарей Макухино, Скорик, Уланів Лан, Чепліївська зміна, Фадіївщина, Харківське.

## Символіка
На гербі зображений жовтий церковний дзвін з козацьким хрестом. Дзвін вказує на слово скликати (кликати) і веде нас до назви села (герб є напівпромовистий). Дзвін це також кам'яна Покровська церква, що існувала в селі і мала 8 дзвонів, найбільший з них важив 106 пудів. Козацький хрест вказує, що село козацьке. Білі кишені вказують на корисні копалини, в тому числі поклади крейди, а також це вапно, яке використовують для побілки дерев, що вказує на красу населеного пункту. Синій колір - річка Осота.

## Історія
Недалеко від села знайдені знаряддя праці часу бронзи.
За літописом і розповідями старожилів воно існувало, коли був заснований Новгород-Сіверський монастир (1061 р.)
Назва села походить від «Клички»: раніше по річці Осота, на берегах якої розкинулось село, чоловіки переплавляли ліс, по ній плавали кораблі, а жінки ввечері кликали чоловіків додому. Тому село назвали Клички, що перейшло в Клишки.
Є й друга версія походження назви. На початку XVII ст. Польща посилила наступ на РМосковію, а в 1618 р. повернула Чернігово-Сіверщину. На відвойованих землях шляхта здійснювала переселенську політику. 1630 р. засновник Кролевця (1625 р.) поляк Вишля послав людей розширити поселення. Найвпливовішим серед цих посланців був Клишко, на честь якого і назвали нове поселення.
Назва с. Клишки містить найхарактерніший литовський наросток –шки і пов'язана також з литовським запозиченням клиша «людини, що, йдучи, зачіпає ногою за ногу в кісточках», а також пол. діал. ktysza знев. «нога», ktyszun «той, що незграбно ходить» і лит. с. Klišiai: = klìšis, -ė «клишоногий», klišinėti «тягтися, брести».
Першою вулицею стала вулиця Старинці, назва якої перейшла на Кірова, яку в народі називають Ковбасівка або Палестина. У роки Національно-визвольної війни під проводом Богдана Хмельницького утворилися ще три вулиці: Слобідка, Пещанівка, Патлахівка. У 1689 р. село було передано у володіння українському сотнику Петру Михайловичу Забілі.
1717 р. побудовано дерев'яну церкву, а в 1820 — кам'яну Покровську церкву, що мала 8 дзвонів, найбільший з них важив 106 пудів. За переказом, заради міцності церковної споруди, селяни кидали у ями, де гасили вапно, великих биків й очікували поки вони розчиняться. А для клейкості розчину добавляли в нього білки курячих яєць. В роки радянізації вона була зруйнована.
На р. Осота були 4 млини, 2 крупорушки, 2 олійниці, цегляний завод.
Під час капіталізації поміщик Бугаєвський збудував у селі винокурний завод, Скляренко — крохмальний завод. Наприкінці XIX ст.. заводи було продано, а в роки революції вони взагалі були зруйновані.
1890 р. відкривається початкова школа, де навчалися 34 хлопці і 2 дівчинки. У 1983 р. побудовано нову двоповерхову школу.
Найбільшого розвитку село досягло на початку XX ст., але ненадовго, до кінця 20-х рр.
З 1923 року село стало адміністративним центром Клишківського району Новгород-Сіверської округи, Чернігівської губернії, 1376 дворів, 4924 мешканця. 
На території села насильно створили три колгоспи: «Перемога», «Октябрь», «Шевченко» (з 80-х років радгосп), що зараз стали приватними сільськогосподарськими підприємствами «Онікс» та «Озон».
В роки Другої світової війни очолювала рільничу бригаду Герой Соціалістичної праці Ступак Неоніла Захарівна.

## Населення
Згідно з переписом УРСР 1989 року чисельність наявного населення села становила 2569 осіб, з яких 1093 чоловіки та 1476 жінок.
За переписом населення України 2001 року в селі мешкало 2211 осіб.

### Мова
Розподіл населення за рідною мовою за даними перепису 2001 року:
| Мова       | Відсоток |
| ---------- | -------- |
| українська | 95,32 %  |
| російська  | 4,55 %   |
| молдовська | 0,04 %   |
| німецька   | 0,04 %   |

## Економіка
- Фермерське господарство «Озон» — займається селекцією корів для роботизованого доїння.[8] Наразі в господарстві — 150 голів дійного стада та 80 телиць. Тут утримують корів порід голштинська та джерсейська, з них чистокровних — 15 %. Починаючи з 2012 року, на фермі щорічно оновлюють 50 % поголів'я. Для доїння господарство використовує роботів. Молоко з ферми закуповує Новгород-Сіверський сирзавод.

## Сьогодення
Сьогодні Клишки — одне з найбільших сіл України, з високим рівнем економічного та культурного розвитку.
Для села характерна демографічна проблема, що й досі не вирішується.
У селі діє Клишківський НВК ЗОШ I—III ст. — ДНЗ, де навчається 210 учнів, бібліотеки (шкільна й сільська), відділення зв'язку, двоповерхова лікарня, магазини та заклади для відпочинку, дитячий садок, що працює від школи, Православна Покровська церква (МП), будинок культури.

## Відомі люди
- Ващенко Пилип Григорович — український повстанець, що діяв на Сіверщині проти комуністів.
- Дудар Іван Петрович — художник декоративного ткацтва. Заслужений художник України (2001). Працював головним художником на Кролевецькій фабриці «Художнє ткацтво». Використовував  традиції кролевецького перебірного ткацтва, творчо переосмислюючи давні форми, надаючи їм нового змісту.
- Ковтун Олександр Григорович (1985—2018) — солдат Збройних сил України, учасник російсько-української війни[9].
- Любимський Роман Сергійович — український військовик, учасник російсько-української війни[10].
- Мілютін Олександр Анатолійович (1968—2019) — молодший сержант Збройних сил України, учасник російсько-української війни.
- Романчук Денис - соліст Клишківського будинку культури, переможець конкурсу"Дивограй " та за зайняте 1 місце (1 премія ).  Підтримував акції на проведення благодійного концерту На підтримку ЗСУ. Керівник по вокалу - Юрій Корнієнко.

## Пам'ятки
Неподалік від села, за 12 км на північний захід, розташований лісовий заказник загальнодержавного значення «Великий бір», де зберігається до 200 різновидів хвой. Флора і фауна села біднішає, однак рослинний і тваринний світ ще досить різноманітний.

## Цікаві факти
- Куток Пендюрівка демонструє слід албанського впливу в топонімії Сіверщини (алб. pendё ‘гребля’), як і сусіднє село ЛУШНики (Lushinjё ‘приморський район Албанії).[11]
- У 1974 р. на місці кам’яної Покровської церкви спорудили Меморіал радянським воїнам, які загинули при визволенні Клишок та усім клишківцям, які загинули в роки Другої Світової війни. Селяни кажуть, що меморіал мироточить, тобто на зворотній стороні постаменту з солдатом виступає пляма у вигляді розп’яття, не від того, що десь там зверху затікає вода, а тому, що постамент стоїть на олтарі, тобто на найсвятішому місці Покровської церкви, розірваної вибухівкою у 1955 р. Як не зафарбовують пляму-розпяття, а вона все одно виступає.[3]